# Pholidoscelis major
Espèce
Synonymes
- Ameiva major Duméril & Bibron, 1839

Statut de conservation UICN

 DD  : Données insuffisantes
Pholidoscelis major est une espèce éteinte de sauriens de la famille des Teiidae.

## Répartition
Cette espèce était endémique de Martinique.
Elle est considérée comme éteinte par l'UICN depuis 1994.

## Publication originale
- Duméril & Bibron, 1839 : Erpétologie Générale ou Histoire Naturelle Complète des Reptiles. vol. 5, Roret/Fain et Thunot, Paris, p. 1-871 (texte intégral).